# Гулько, Михаил Александрович
Михаи́л Алекса́ндрович Гулько́ (род. 23 июля 1931, Харьков, Украинская ССР, СССР) — советский и американский певец и музыкант, исполнитель русского шансона.

## Биография
Родился в Харькове 23 июля 1931 года. Его отец был бухгалтером книготорга, а мать — актрисой, пианисткой и певицей, поэтому в доме всегда царила музыкальная атмосфера. Дед, купец второй гильдии Сруль-Нахим Шлёмович Гулько, владел двумя доходными домами (четырёхэтажным с мансардой и двухэтажным) на улице Клочковской, № 3, выстроенными в 1901 и 1913 годах в стиле модерн по проекту архитектора Бориса Корниенко; занимался поставками обмундирования для русской армии.
С детства учился музыке, пел на вечерах художественной самодеятельности под мамин аккомпанемент, позже — начал играть на аккордеоне и часто выступал на танцах и школьных вечерах с музыкальным сопровождением. В начале Великой Отечественной войны был с матерью эвакуирован в Челябинск. После школы окончил горный факультет Московского политехнического института, самым активным образом сочетая занятия в институте с выступлениями в ресторанах, на эстраде, танцах и частными концертами.
После окончания ВУЗа работал горным инженером в проектном институте «Южгипрошахт» и на шахтах Донбасса, а затем ему предложили работу в Петропавловске-Камчатском. На Камчатке работал руководителем вокально-инструментального ансамбля, там же окончил музыкальное училище.
Он стал одним из первых в жанре современного городского романса. Тогда же сложился устойчивый миф о лагерном прошлом Михаила Гулько. Тем не менее в тюрьмах он не сидел, но выступлений в этих местах у него было множество. Однажды попав с концертом в лагерь, он приезжал с тех пор в лагеря и тюрьмы десятки раз и всегда бесплатно.
В 1980 году эмигрировал по израильской визе в США, в Нью-Йорке продолжал работать музыкантом и певцом, с 1993 года гастролировал в России.
Его первый альбом «Синее небо России», в который вошли популярные песни «Поручик Голицын», «Белая береза», «Эшелон», «Колыма», вышел в 1981 году.
Затем, в 1984, был второй альбом — «Сожженные мосты» (песни «Господа офицеры», «Прощание с Родиной», «Окурочек», «Березы на зоне»).
В 1985 году, к 40-летию победы в Великой Отечественной войне он выпустил диск «Песни военных лет», а в 1996 — диск «Заграница», несколько песен которого были написаны в соавторстве с Михаилом Таничем. Заглавная песня из альбома звучит в исполнении Гулько в комедии А. Эйрамджана «Примадонна Мэри».
В 1999 году его песни выходят в серии «Легенды русского шансона», а в 2002 году — в серии Grand Collection.
В 2006 году на Украине вышел DVD-диск с фильмом-концертом Михаила Гулько «Судьба эмигранта».
В 2009 году в издательстве «Деком», в серии «Русские шансонье» вышла автобиография Михаила Гулько «Судьба эмигранта» (автор-составитель М. Кравчинский) с музыкальным аудио-приложением лучших песен.
Каждый год Михаил Гулько приезжает в Россию с концертами.
В 2013 году Михаил Гулько подписал экслюзивный контракт с Нью Йоркской звукозаписывающей компанией Sweet Rains Records, в результате которого вся дискография Михаила Гулько становится доступной в улучшенном формате цифрового мастеринга в сети Интернет (iTunes, Amazon, YouTube, Яндекс и т. д.). Sweet Rains и продюсер Игорь Кисиль также проводят серию новых студийных записей, результатом которых становятся новые альбомы и синглы в исполнении певца, также впоследствии доступные на ведущих интернет площадках.
В 2014 году выходит новый альбом Михаила Гулько под названием «Неспетые песни» (продюсер Игорь Кисиль). Альбом выходит только в цифровом виде и включает в себя записи 13 песен, записанных на различных студиях Нью-Йорка, продюсер альбома Игорь Кисилъ также проводит заключительный цифровой мастеринг альбома на легендарной Нью-Йоркской студии Bass Hit Recording и реализует альбом в сети по каналам Sweet Rains Records.
В 2015 году выходит вторая часть альбома «Неспетые песни».

## Дискография

### Номерные альбомы
- 1981 — Синее небо России
- 1984 — Сожжённые мосты (песни «Ветер осенний» и «Берёзы»)
- 1985 — Песни военных лет
- 1996 — Заграница
- 2003 — New York — Москва
- 2008 — На материк
- 2014 — Неспетые песни
- 2015 — Неспетые песни 2

### Сборники
- 1993 — Господа офицеры
- 1993 — Избранное
- 1995 — Синее небо России (CD 1)
- 1981 — Синее небо России (CD 2)
- 1997 — Лучшее
- 1999 — Серия «Легенды Русского шансона» (том 12)
- 2001 — Grand Collection
- 2001 — Есть только миг
- 2001 — Песни из нашей жизни
- 2002 — Война
- 2002 — Одессит Мишка (Серия «Легенды жанра»)
- 2006 — Серия «Настроение шансон»
- 2008 — Золотой альбом
- 2009 — Судьба эмигранта (Приложение к книге «Судьба эмигранта»)
- 2010 — Старая фотография (Best + 2 новых трека)

### Концерты и Магнитоальбомы
- 1997 — В Питере с Братьями Жемчужными
- 2000 — Ваше Благородие

### Совместные альбомы
- 2004 — Питер Железо — Мужики (При уч. Михаила Гулько)
- 2009 — проект «4 Масти» (Михаил Гулько, Александр Звинцов, Юрий Алмазов, гр. Воровайки)